# Pjotr Alexandrowitsch Avenarius

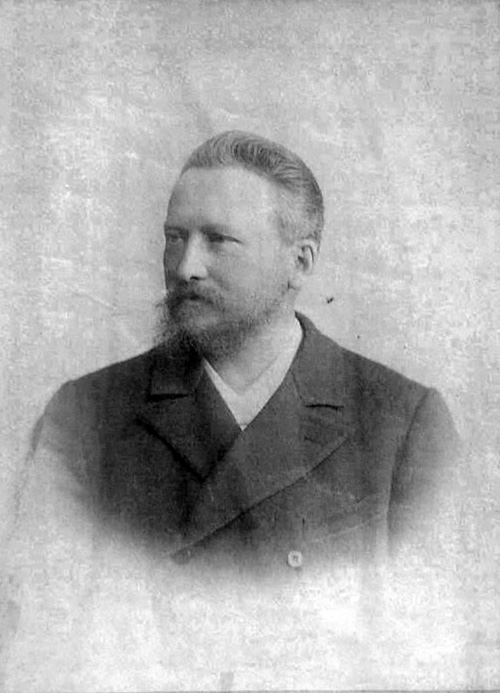
Pjotr Alexandrowitsch Avenarius

Pjotr Alexandrowitsch Avenarius (russisch Пётр Александрович Авенариус; * 23. Maijul. / 4. Juni 1843greg. in Peterhof; † 1. Dezemberjul. / 14. Dezember 1909greg. in St. Petersburg) war ein russischer Ingenieur und Unternehmer.

## Leben
Avenarius, Sohn des Staatsrats Alexander Alexandrowitsch Avenarius (1797–1892), stammte in 9. Generation von der Familie Avenarius in Prag ab. Er besuchte das 5. St. Petersburger Gymnasium ohne Abschluss und studierte dann am St. Petersburger Technologischen Institut wieder ohne Abschluss. Darauf trat er in das Schiffsmechaniker-Korps ein und besuchte als Junker Kopenhagen, Stockholm, Konstantinopel und Algier sowie die Kanarischen und Kapverdischen Inseln. Schließlich wurde er als Ingenieur-Mechaniker zum Seeoffizier befördert. Er arbeitete nun in den Putilow-Werken.
1871 trat Avenarius in die Moskau-Brest-Eisenbahngesellschaft ein als Mitglied der Geschäftsführung und Verwaltungsdirektor der Newa-Vorstadt-Pferdebahn.
1889 gründete Avenarius die Primorskaja-Eisenbahn-Aktiengesellschaft für den Bau und Betrieb einer Eisenbahn von St. Petersburg nach Sestrorezk. Er wurde ihr Präsident und führte deren Geschäfte. 1890 beschloss der Ministerrat den Bau dieser Strecke. 1894 wurde die Strecke eröffnet. 1898 beschloss der Ministerrat die Weiterführung der Strecke nach dem neu erschlossenen Datschenvorort Kurort. 1900 wurde dort das Sanatorium Sestrorezk-Kurort eröffnet. Von der Station Kurort wurde die Strecke bis zur Station Djuny (Dünen) verlängert. Am Ende der Strecke wurde mit Unterstützung durch Avenarius die Djuny-Erlöserkirche gebaut.

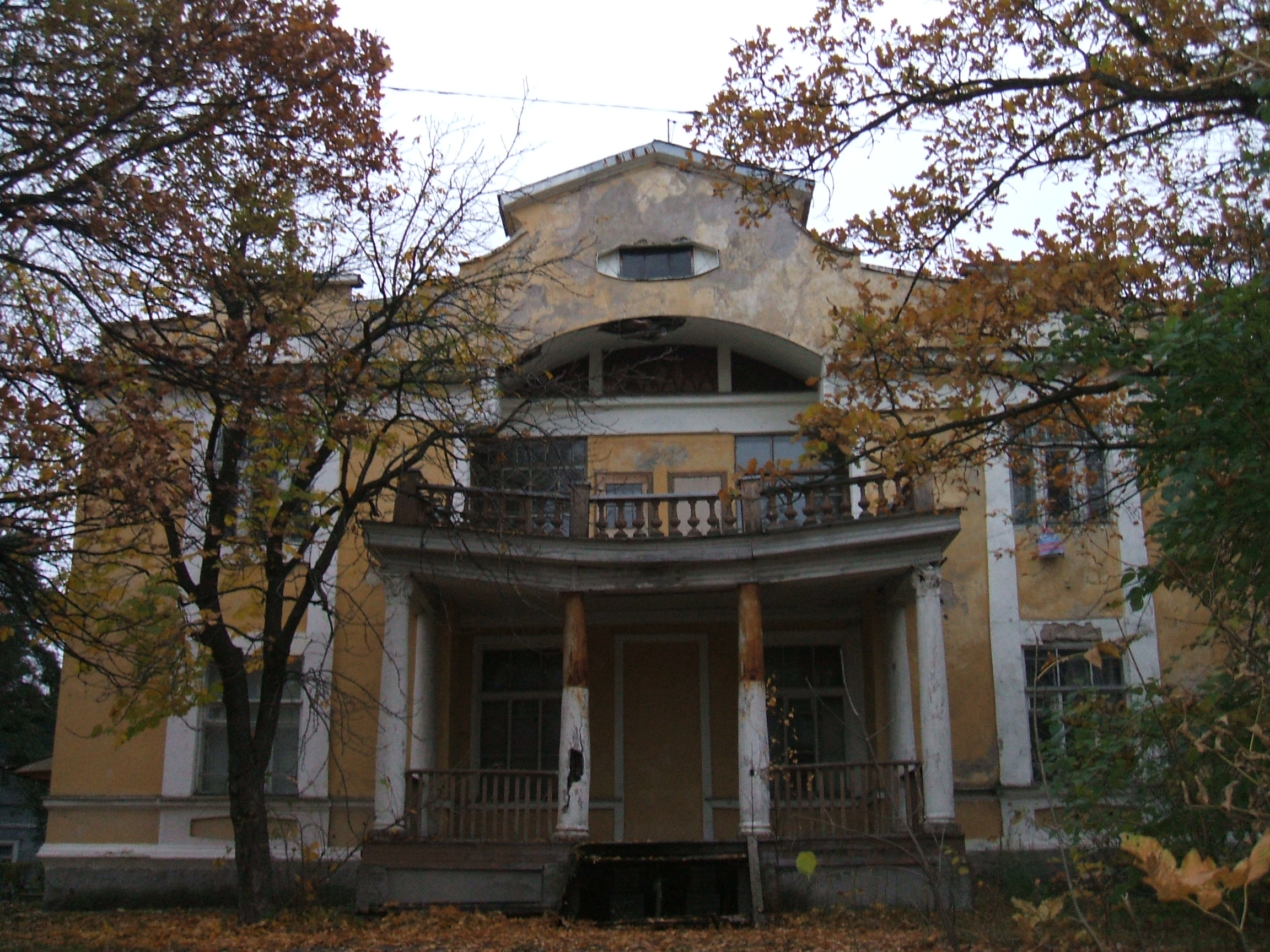
Avenius-Villa in Tarchowka

Seine letzten Jahre verbrachte Avenarius mit seiner Frau Marija Jakowlewna in seiner Villa in Tarchowka (jetzt Teil von Sestrorezk), die I. P. Wolodichin für ihn gebaut hatte. Avenarius starb an Angina Pectoris, als er seinen Sohn in St. Petersburg besuchte. Er wurde in der Djuny-Erlöserkirche begraben.
Während des Sowjetisch-Finnischen Krieges und des Deutsch-Sowjetischen Krieges war das Sestrorezk-Gebiet Kriegszone. Nach dem Ende der Kämpfe war zwischen den Trümmern der Djuny-Erlöserkirche in einer Grube ein Grabkreuzsockel zu sehen mit der Inschrift: Dem Schöpfer dieser Kirche und dem Umwandler einer Einöde in den Ort Sestrorezki-Kurort P. A. Avenarius.